# Velten
Velten település Németországban, azon belül Brandenburgban. Lakosainak száma 12 733 fő (2023. december 31.). Velten Leegebruch, Hohen Neuendorf, Hennigsdorf, Oberkrämer és Oranienburg községekkel határos.

## Népesség
A település népességének változása:
| Lakosok száma | 11 766 | 11 838 | 11 965 | 12 405 | 12 424 | 12 733 |
|               | 2015   | 2017   | 2019   | 2021   | 2022   | 2023   |